# Секретарский сельсовет (Пензенская область)
Секрета́рский сельсове́т — муниципальное образование в Сердобском районе Пензенской области. Имеет статус сельского поселения.

## Общие сведения
Секретарский сельсовет располагается на востоке Сердобского района. Площадь сельсовета — 11854 га. На территории сельского совета расположены 3 магазина, 1 спортзал, сельский дом культуры, библиотека (в селе Секретарка), фельдшерско-акушерский пункт (в селе Секретарка), средняя общеобразовательная школа (в селе Секретарка), детский сад (в селе Секретарка). Общее население сельского совета — 911 человек.

## Население
| 2002 | 2010 | 2012 | 2013 | 2014 | 2015 | 2016 |
| ---- | ---- | ---- | ---- | ---- | ---- | ---- |
| 1080 | ↘911 | ↘874 | ↘843 | ↘840 | ↘829 | ↗838 |
| 2017 | 2018 | 2021 |      |      |      |      |
| ↘806 | ↘780 | ↗940 |      |      |      |      |

## Состав сельского поселения
| № | Населённый пункт | Тип населённого пункта       | Население |
| - | ---------------- | ---------------------------- | --------- |
| 1 | Балтинка         | деревня                      | 17        |
| 2 | Круглое          | посёлок                      | 7         |
| 3 | Секретарка       | село, административный центр | ↘887      |

## Глава  администрации
Главой администрации Секретарского сельского совета является Григорий Федорович Черняев.

## Адрес
442870, Пензенская область, Сердобский район, с. Секретарка, ул. Молодёжная, 24. Тел.: +7 84167 9-45-88.